# Revenu disponible

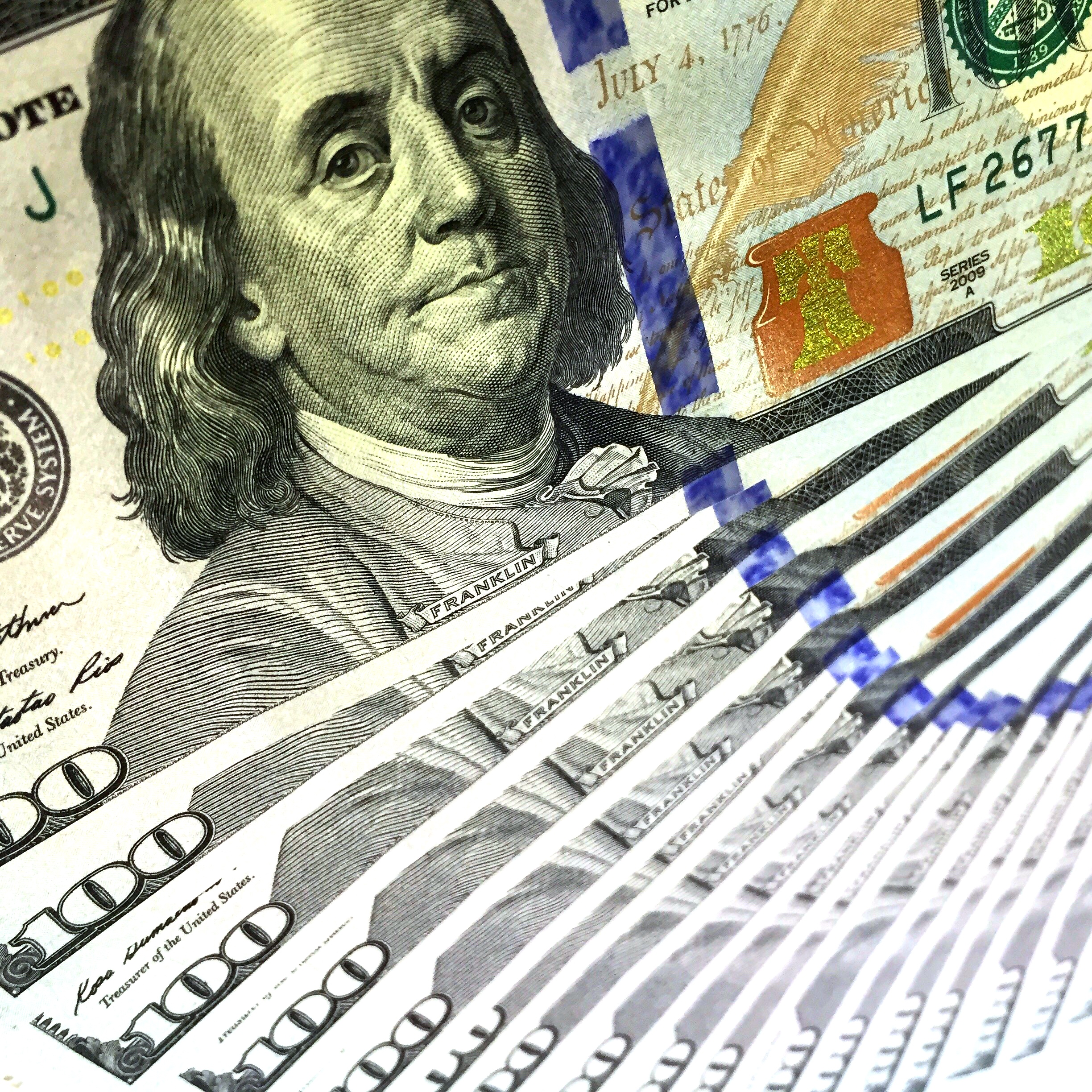
Billets de 100$ représentant le revenu disponible

En économie, le revenu disponible est le revenu dont dispose effectivement un ménage afin de consommer ou d'épargner. Il s'agit du revenu personnel d'un individu ou d'un ménage duquel est soustrait l'ensemble des charges payables à l'État ou à l'employeur (impôt sur le revenu, cotisations sociales, assurance-groupe, etc.).

## Détail
- Synthétiquement : revenu disponible = revenu primaire + revenu de transfert - prélèvements obligatoires.
- Dans le détail : revenu disponible = salaire + revenus non salariaux (bénéfices, honoraires, etc.) + revenus de la propriété (dividendes, loyers, etc.) + prestations sociales - impôts - cotisations sociales - taxes.

## En France
En France, le revenu disponible d'un ménage comprend les revenus d'activités (nets des cotisations sociales), les revenus du patrimoine, les transferts en provenance d'autres ménages et les prestations sociales (y compris les pensions de retraite et les indemnités de chômage), nets des impôts directs. Quatre impôts directs sont généralement pris en compte : l'impôt sur le revenu, la taxe d'habitation, la contribution sociale généralisée (CSG) et la Contribution pour le remboursement de la dette sociale (CRDS).
Selon le Code général des impôts français, un revenu est disponible lorsque sa perception ne dépend que de la seule volonté du bénéficiaire. Ainsi, des loyers consignés à la Caisse des dépôts et consignations sont réputés disponibles, au titre de l'année de leur consignation, entre les mains du propriétaire qui a refusé d'en recevoir le paiement en raison d'un litige avec le locataire. En revanche, un revenu saisi en vertu d'une décision de justice et placé sous séquestre n'est imposable que lorsqu'il a été remis à la disposition du contribuable ou versé en son acquit au créancier dont l'action a provoqué la saisie. Par conséquent, la notion de revenu disponible pour l'administration fiscale pour les particuliers n'inclut pas les prestations sociales et ne déduit pas les impôts des années précédentes ni les cotisations sociales.